# Бов (Сома)
Бов (фр. Boves) насеље је и општина у североисточној Француској у региону Пикардија, у департману Сома која припада префектури Амјен.
По подацима из 2011. године у општини је живело 3.079 становника, а густина насељености је износила 121,36 становника/km². Општина се простире на површини од 25,37 km². Налази се на средњој надморској висини од 28 метара (максималној 110 m, а минималној 22 m).

## Демографија
| 1962. | 1968. | 1975. | 1982. | 1990. | 1999. | 2011. |
| ----- | ----- | ----- | ----- | ----- | ----- | ----- |
| 1.826 | 1.995 | 2.266 | 3.146 | 2.964 | 2.786 | 3.079 |

График промене броја становника у току последњих година